# Samassi-Serrenti
Samassi-Serrenti (wł. Stazione di Samassi-Serrenti) – stacja kolejowa w Samassi, w prowincji Sardynia Południowa, w regionie Sardynia, we Włoszech. Znajduje się na linii Cagliari – Golfo Aranci. Stacja obsługuje również pobliską gminę Serrenti.
Według klasyfikacji RFI ma kategorię rebrną.

## Historia
Zbudowana przez Compagnia Reale delle Ferrovie Sarde, została otwarta w dniu 4 września 1871, w ramach odcinka linii kolejowej na Sardynii, Villasor-San Gavino Monreale.

## Linie kolejowe
- Cagliari – Golfo Aranci